# GCC-саммит
GCC-саммит (англ. GCC Summit) — ежегодная конференция разработчиков GNU Compiler Collection и связанного с ним свободного программного обеспечения. Конференция продолжается в течение трех дней и проходит ежегодно с 2003 года в Оттаве, Канада. GCC-саммит обычно проходит за месяц до оттавского Линукс-симпозиума, за исключением в 2007 году, когда он прошел месяцем позже.

## Даты
- 2008: 17—18 июня (доклады)
- 2007: 18—20 июля (доклады)
- 2006: 28—30 июня (доклады)
- 2005: 22—24 июня (доклады)
- 2004: 2—4 июня (доклады)  (недоступная ссылка с 14-05-2013 [4309 дней] — история)
- 2003: 25—27 мая (доклады)